# Typhonium mirabile
Typhonium mirabile är en kallaväxtart som först beskrevs av Alistair Hay, och fick sitt nu gällande namn av Alistair Hay. Typhonium mirabile ingår i släktet Typhonium och familjen kallaväxter. Inga underarter finns listade.